# Classe Mahan
La classe Mahan est un groupe à l'origine de 16 destroyers commandés par l'United States Navy en 1936 et 1937. Deux navires de plus, souvent désignés comme la classe Dunlap (basée sur la classe Mahan) ont été mis en service en 1937. Le Mahan est le navire-tête de cette classe, nommé ainsi en hommage au contre-amiral Alfred Mahan, historien et stratège naval américain.

## Description
La classe Mahan dont les plans sont dessinés par Gibbs & Cox introduit un nouveau système de propulsion qui sera utilisé par les futurs destroyers américains et incorpore un certain nombre d'améliorations majeures : montage de douze tubes lance-torpilles, installation d'abris superposés pour les canons et générateurs modernes pour utilisation en cas d'urgence. Le déplacement des navires est passé de 1 365 à 1 500 tonnes. Ils emportent 5 canons de 5 pouces/38 calibres, 12 tubes lance-torpilles Mark 15 (en), 4 mitrailleuses de calibre .50 (deux sur une plate-forme juste à l'avant et en dessous du pont et deux autres sur le pont) et 2 lanceurs de grenades anti-sous-marines.
Les dix-huit navires de la classe ont participé aux combats sur le théâtre Pacifique de la Seconde Guerre mondiale, utilisés notamment pour des bombardements de têtes de pont, des débarquements amphibies, la protection de convoi, la lutte anti-aérienne et la guerre anti-sous-marine. Les navires ont reçu au total 111 étoiles de bataille pour leur service lors de la guerre. Six navires ont été perdus en action et deux autres coulés dans des tests d'après-guerre. Le reste des bâtiments a été mis hors service, vendu ou démoli après la guerre.

## Liste des navires de la classe

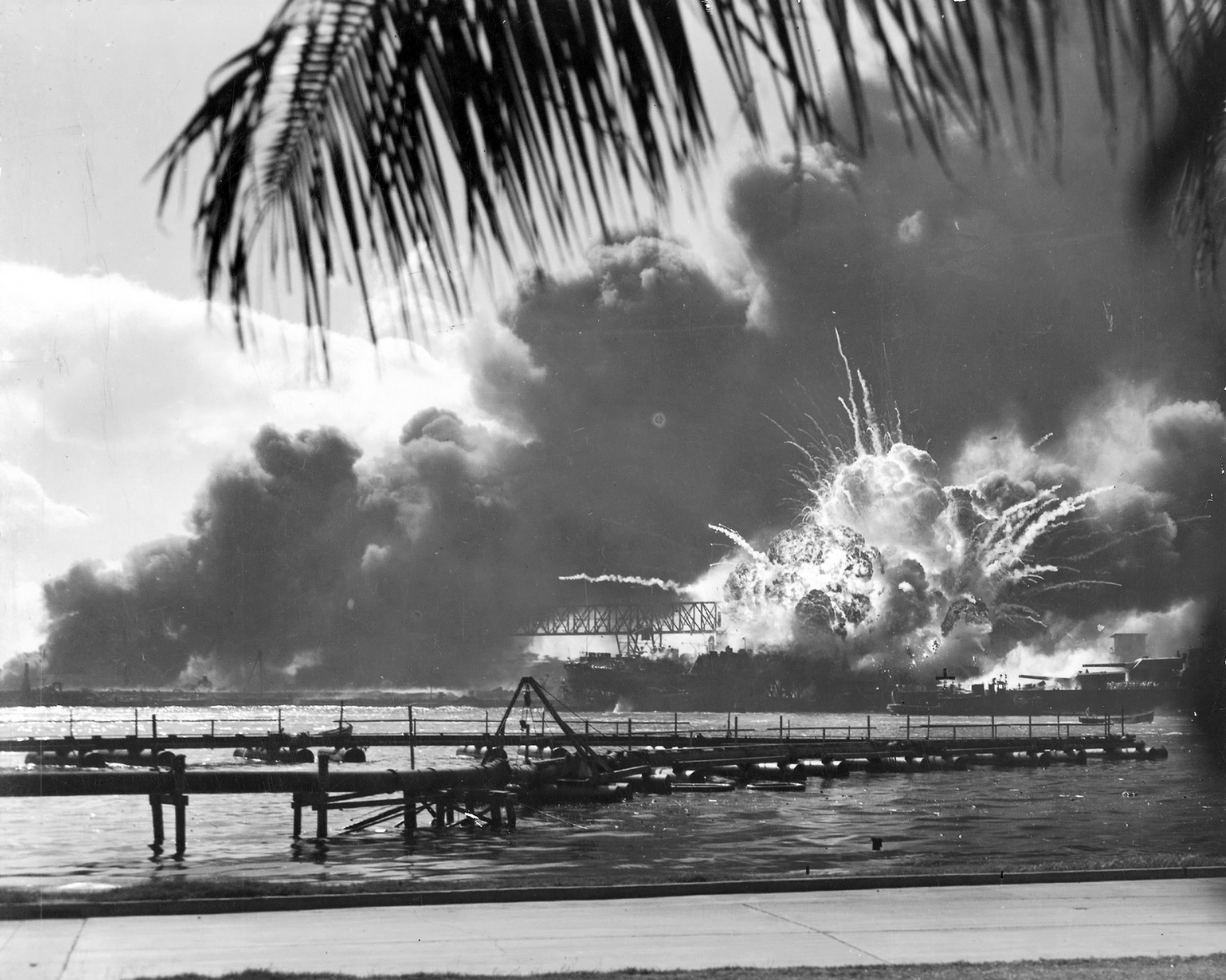
L’USS Shaw explose peu de temps après avoir été touché par les Japonais, attaque de Pearl Harbor, 7 décembre 1941. Une fois sa réparation terminée en 1944, il sera remis en service actif.

- USS Mahan (DD-364)
- USS Cummings (DD-365)
- USS Drayton (DD-366)
- USS Lamson (DD-367)
- USS Flusser (DD-368)
- USS Reid (DD-369)
- USS Case (DD-370)
- USS Conyngham (DD-371)
- USS Cassin (DD-372)
- USS Shaw (DD-373)
- USS Tucker (DD-374)
- USS Downes (DD-375)
- USS Cushing (DD-376)
- USS Perkins (DD-377)
- USS Smith (DD-378)
- USS Preston (DD-379)
- USS Dunlap (DD-384)
- USS Fanning (DD-385)